# Козюменский, Владимир Трофимович
Владимир Трофимович Козюменский (1897 — 1966) — украинский государственный деятель. Депутат Верховного Совета УССР первого созыва (1938—1947).

## Биография
Родился 1897 года в с. Беловодске, ныне поселок городского типа, центр Беловодского района Луганской области, Украина в бедной крестьянской семье. С 1903 года работал в найме. В 1914 году призван в русскую армию, служил во 2-м Сувальском полку. В 1917 году демобилизовался и вернулся на родину.
С 1918 года участвовал в установлении советской власти на Украине, был бойцом партизанских отрядов. Затем — командир взвода отдельного кавалерийского эскадрона ВЧК 4-й партизанской стрелковой дивизии, с 1919 года — командир взвода и эскадрона 1-го кавалерийского полка 42-й стрелковой дивизии. В 1921 году демобилизовался. За бом против Деникинцев осенью 1919 года и на польском фронте летом 1920 года был награждён двумя орденами Красного Знамени.
До 1929 года работал в личным хозяйстве и был председателем ряда колхозов, в 1929—1931 годах — член правления конторы Райзерно, в 1931—1934 годах — директор межрайонного мельничного хозяйства, затем директор Деулинского конезавода и директор Беловодского маслосырзавода.
Член ВКП(б) с 1931 года.
В 1934—1938 годах — председатель колхоза «Красный партизан» Беловодского района Донецкой (с 1938 года — Ворошиловградской) области,
В 1938 году был избран депутатом Верховного Совета УССР первого созыва по Беловодской избирательном округе № 297 Ворошиловградской области.
В 1938—1941 годах — директор конезавода имени Сталина в Беловодском районе.
В октябре 1941 — июле 1942 года — директор Беловодского маслосырзавода. 10 июля 1942 года был ранен, эвакуирован в Саратовскую область, где после лечения работал в местном колхозе, в 1943 году — председатель колхоза «Труд строителя» в Тамбовской области.
В декабре 1943 года вернулся на Украину, работал директором Беловодского маслосырзавода. С января 1945 года — директор Беловодского промкомбината.
Умер в 1966 году. 

## Награды
- два ордена Красного Знамени (17.02.1921, 23.01.1922)[1]